# Tom McKean
Thomas McKean, detto Tom (27 ottobre 1963), è un ex mezzofondista britannico.

## Palmarès
| Anno                                | Manifestazione          | Sede      | Evento      | Risultato | Prestazione | Note |
| ----------------------------------- | ----------------------- | --------- | ----------- | --------- | ----------- | ---- |
| In rappresentanza della Regno Unito |                         |           |             |           |             |      |
| 1986                                | Europei                 | Stoccarda | 800 m piani | Argento   | 1'44"61     |      |
| 1987                                | Mondiali                | Roma      | 800 m piani | 8º        | 1'49"21     |      |
| 1988                                | Giochi olimpici         | Seul      | 800 m piani | dq        |             |      |
| 1990                                | Europei indoor          | Glasgow   | 800 m piani | Oro       | 1'46"22     |      |
| 1990                                | Europei                 | Spalato   | 800 m piani | Oro       | 1'44"76     |      |
| 1993                                | Mondiali indoor         | Toronto   | 800 m piani | Oro       | 1'47"29     |      |
| In rappresentanza della Scozia      |                         |           |             |           |             |      |
| 1986                                | Giochi del Commonwealth | Edimburgo | 800 m piani | Argento   | 1'44"80     |      |
| 1990                                | Giochi del Commonwealth | Auckland  | 4x400 m     | Argento   | 3'04"68     |      |

## Altre competizioni internazionali
1988
- Oro al DN Galan ( Stoccolma), 800 m piani - 1'45"64
- Oro all'ISTAF Berlin ( Berlino), 800 m piani - 1'47"60

1989
- Coppa Europa di atletica leggera ( Gateshead)
- Oro in Coppa del mondo ( Barcellona), 800 m piani - 1'44"95
- Argento al DN Galan ( Stoccolma), 800 m piani - 1'44"59
- Bronzo al Memorial Van Damme ( Bruxelles), 800 m piani - 1'44"84

1990
- Argento al DN Galan ( Stoccolma), 800 m piani - 1'45"75

1991
- Oro al DN Galan ( Stoccolma), 800 m piani - 1'44"41

1992
- Argento al DN Galan ( Stoccolma), 800 m piani - 1'46"76